# N-Methyl-N-(trimethylsilyl)trifluoracetamid
N-Methyl-N-(trimethylsilyl)trifluoracetamid (MSTFA) ist ein Silylierungsreagenz zur Einführung der Trimethylsilylgruppe TMS als Schutzgruppe für H-acide funktionelle Gruppen, insbesondere für Hydroxygruppen. MSTFA bildet bei der Silylierung besonders flüchtige Reaktionsprodukte und eignet sich daher für die Derivatisierung niedermolekularer Verbindungen für gaschromatographische GC- und massenspektrometrische MS-Analysen.

## Vorkommen und Darstellung
Manfred Donike synthetisierte MSTFA erstmals 1969 als Reagenz zur Herstellung von O-, N- und S-Trimethylsilylderivaten. Dabei reagiert N-Methyltrifluoracetamid (MTFA) und Trimethylchlorsilan in Benzol in Gegenwart von Triethylamin zu MSTFA (Ausbeute 90–95 %).
Zur Isolierung des Endprodukts muss das entstehende hygroskopische Triethylaminhydrochlorid unter Feuchtigkeitsausschluss abfiltriert und das karzinogene Lösungsmittel Benzol abdestilliert werden.
Industriell wird N-Methyl-N-(trimethylsilyl)trifluoracetamid durch Reaktion von N-Methyltrifluoracetamid und N,O-Bis(trimethylsilyl)acetamid (BSA) hergestellt.
Die Ausgangsverbindung N-Methyltrifluoracetamid ist einfach aus Trifluoressigsäureanhydrid TFAA oder Trifluoressigsäureethylester und Methylamin, N,O-Bis(trimethylsilyl)acetamid (BSA) aus Acetamid und Trimethylchlorsilan in Gegenwart von Triethylamin zugänglich.
Bei optimierter Prozessführung – Reaktion ohne Lösungsmittel, Temperatur zwischen 40 und 130 °C – kann MSTFA neben dem ebenfalls als Silylierungsmittel brauchbaren Nebenprodukt N-Trimethylsilylacetamid (TMS-Acetamid) in 94%iger Ausbeute erhalten werden.

## Eigenschaften
N-Methyl-N-(trimethylsilyl)trifluoracetamid ist eine klare, farblose und feuchtigkeitsempfindliche Flüssigkeit.

## Anwendungen
Die Umwandlung einer para-ständigen Carboxygruppe in eine Nitrilgruppe verläuft quantitativ durch Dehydratisierung mit einem Kupfersalz und N-Methyl-N-(trimethylsilyl)trifluoracetamid MSTFA in Toluol bei 100 °C.
MSTFA wird dabei zu N-Methyltrifluoracetamid und Hexamethyldisiloxan hydrolysiert.
Wichtigste Anwendung für N-Methyl-N-(trimethylsilyl)trifluoracetamid ist die Darstellung von Trimethylsilylderivaten von Verbindungen, die Hydroxy-, Carboxy-, primären und sekundären Amino- und Thiolgruppen tragen, für die GC- und GC/MS-Analytik. Die gebildeten Trimethylsilyl(TMS)-Derivate sind flüchtiger, weniger polar und thermisch stabiler als die Ausgangssubstanzen. Bei der Trimethylsilylierung entsteht aus MSTFA wiederum N-Methyltrifluoracetamid, das wegen seiner hohen Flüchtigkeit im Gaschromatogramm vor den TMS-Derivaten erscheint, wodurch das unerwünschte Überlagern mit Messsubstanzpeaks vermieden wird.
Die Grundlagen dazu wurden von dem später als „Doping-Papst“ bekannt gewordenen Manfred Donike in mehreren frühen Publikationen gelegt, z. B. zum Nachweis der Katecholamine Adrenalin, Noradrenalin und Dopamin und der als Aufputschmittel verwendeten Phenylalkylamine Amphetamin, Methamphetamin und Ephedrin.
Zur Trimethylsilylierung der weniger reaktiven Indolalkylamine, wie z. B. Tryptamin, Melatonin und Serotonin werden Gemische von MSTFA mit N-Methyltrifluoracetamid MTFA und Imidazol eingesetzt.
Die Reaktion kann auch durch Zugabe von Trimethylchlorsilan TMCS, Trimethylsilylimidazol (TMS-imidazol) oder des sehr reaktiven Iodtrimethylsilans TMIS beschleunigt werden.
Auch Sexualhormone, wie das zur Empfängnisverhütung eingesetzte Ethinylestradiol oder anabole Steroide wie Testosteron können in biologischen Proben nach Derivatisierung mit MSTFA durch GC/MS quantitativ bestimmt werden.
Derivatisierung mit MSTFA und anschließende GC/MS eignet sich auch zur Strukturaufklärung organischer Verbindungen mit aktiven Wasserstoffatomen.